# Joch (Bauteil)
Mit Joch wird im Bauwesen ein Bauteil bezeichnet, das aus mehreren aufrecht stehenden Pfählen besteht, die mit einem tragenden horizontalen Balken fest verbunden sind. Der Balken wird Jochträger oder Holm genannt. 

## Brückenbau

Joche, wie sie für Jochbrücken verwendet werden. oben: Pfahljoch, unten: Schwelljoch

Joche werden im Brückenbau als Pfeiler für Jochbrücken verwendet. Ein Joch, dessen Pfähle in den Boden gerammt sind, heißt Pfahljoch; diese Variante wird gewählt bei schlechtem oder zu tiefem Baugrund. Die Holzpfähle sind im Handel in Längen von 12 bis 15 m erhältlich. Reicht eine Pfahllänge von der Spitze bis zum Jochträger, wird von einem durchgehenden Joch gesprochen. Reicht die normale Pfahllänge nicht aus, wird ein zweiteiliges Joch verwendet, das in der Höhe des Niedrigwassers unterteilt ist. 

Ein Joch, dessen vertikalen Bauteile (Ständer, Stempel, Stiele) auf einem am Boden liegenden Balken, der Schwelle, stehen, heißt Schwelljoch. Wird das Joch mit auf einen Massivpfeiler aufgebaut, der zum Beispiel von einer weggeschwemmten Brücke noch vorhanden ist, spricht man von einem Ständerjoch.

Steinbogenbrücke mit sechs Jochen

Weiter bezeichnet Joch auch einen Abschnitt einer Brücke, der aus zwei Pfeilern und dem darüber liegenden Teil des Überbaus besteht, sowie der Raum zwischen den Pfeilern einer Brücke. Der Begriff wird auch für die Bögen einer Steinbogenbrücke verwendet.

## Provisorische Abstützung
Von Feuerwehren, dem Technischen Hilfswerk und Katastrophenschutzorganisationen werden Schwelljoche als temporäre Abstützungen für Decken in einsturzgefährdeten Gebäuden verwendet.

## Grubenbau
Im Grubenausbau sind Joche Teile des Schachtausbaus.